# 殷

殷
大邑商

殷（いん、拼音: Yīn、紀元前16世紀頃 - 紀元前1046年）は、中国大陸にあった王朝。考古学的に実在が確認されている中国大陸最古の王朝である。殷代、商（しょう、拼音: Shāng）、商朝、殷商とも呼ばれる。
文献によれば、天乙（湯王）が夏（の桀王）を滅ぼし建立したとされる（紀元前16世紀以前）。紀元前11世紀に帝辛（紂王）の代に周によって滅ぼされた（殷周革命）。

## 名称
殷墟から出土した甲骨文字には、王朝名及び「殷」は見当たらず、殷後期の首都名は「商」と呼ばれた。周は先代の王朝名として「殷」を用いた。
「殷」は商の蔑称であるとする説があるが、殷の字義や出土文献の用例からはそのような要素は見出せない。また殷の時代には「中国」という言葉の使用は確認されていない（「何尊」を参照）。
周原甲骨には「衣王田，至于帛，王穫田」という刻辞が見られ、この「衣王」は商王を指すと考えられている。殷墟甲骨から、衣は大邑商の西方に位置する町である。周人の視点から自分の近い衣地を商の別称に使われ、さらに字形の近い「依」と発音の近い「殷」が衣の代用として使われるようになった。《中庸》「壱戎衣、而有天下」、『尚書』「殪戎殷，誕受厥命越厥邦民」から、周初から徐々に「衣」が「殷」と呼ぶようになったことがわかる。
商の名前は『通志』などで殷王朝の祖の契が商に封じられたとあるのに由来するとされ、『尚書』でも「商」が使われている。

## 史書上の歴史
以下、大部分は『史記』に基づく。

### 創建以前
伝説上、殷の始祖は契とされている。契は、有娀氏の娘で帝嚳の次妃であった簡狄が玄鳥の卵を食べたために産んだ子とされる。帝舜の時代に禹（のちの初代夏王）は治水に功績があり、契は禹に仕えた。帝舜は禹へ攘夷し、契へは子姓を授け商に封じた。
なお「帝」の甲骨文字は殷朝では神格化された最上祖先王を指し、上古の五帝・天帝と同格化された。また周が殷滅亡後に贈った殷の帝乙と帝辛の諡号は、実在の王へ「帝」を用いた初めての事例である。
有娀（有戎）の「戎」は西方の遊牧民を意味し、有娀（有戎）の娘である簡狄の「狄」は北方（当時は牧畜民が河北に広く散在していた）の牧畜民を意味する。女神が野外の水浴の場で、天から降りてきた鳥の卵を呑んで妊娠し、男の子を産むというのは、商に始まる始祖伝説の類型で、夫余等の東夷も模倣している。
その後、契の子孫は代々夏王朝に仕えた。また、契から天乙（湯）までの14代の間に8回都を移したという。

### 易姓革命
史書の記述では、夏の桀王は暴政を敷き、その治世はひどく乱れた。これに対し、殷の湯王（契から数えて14代目、天乙ともいう）は天命を受けて悪政を正すとして、賢人伊尹の助けを借りて蜂起、鳴条の戦で夏軍を撃破し、各都市を破壊、こうして夏は滅亡した。現代の考古学調査によると、夏の都市のひとつであった望京楼遺跡では、殷による激しい破壊と虐殺の跡が見つかっている。遺骨の多くは手足が刃物で切断されたり、顔が陥没しており、実際には殷が力によって、中原の支配者の座を勝ち取ったことがしのばれる。夏の旧領であった西部地域の遺跡からは、各地で殷人の拷問に因り毀損された夏人遺骨と殷の青銅武器が出土する。

### 歴代の治世
このようにして夏を打倒した天乙は諸侯に推挙されて王となった。亳に都を置いた。
4代目の王太甲は暴君であったため、伊尹に追放された。後に、太甲が反省したので、伊尹は許した。後、太甲は善政を敷き太宗と称された。
王雍己の時に、王朝は一旦衰えた。王雍己の次の王太戊は賢人伊陟を任用し、善政に努めたことで殷は復興した。王太戊の功績を称えて、王太戊は中宗と称された。
中宗の死後、王朝は再び衰えた。13代王祖乙は賢人巫賢を任用し、善政に努め、殷は再び復興した。
王祖乙の死後また王朝は衰えた。19代王盤庚は殷墟（大邑商）に遷都し、湯の頃の善政を復活させた。
王盤庚の死後にも王朝は衰えた。22代王武丁は賢人傅説を任用し、殷の中興を果たした。武丁の功績を称えて彼は高宗と称された。
武丁以降の王は概ね暗愚な暴君であった。王朝最後の帝辛（紂王）は即位後、妃の妲己を溺愛し暴政を行った。そのため、周の武王に誅され（牧野の戦い）、殷はあっけなく滅亡した。
現代の考古学調査によると、殷は占いによって政治を行い、その為に多数の人身御供を必要とした。これまでに（2012年現在）、少なくとも1万4000体の殷代に生贄の犠牲となった人骨が発掘されており、それらは殷以外の他の部族から見せしめ的に要求され、献上された人身御供であった。このような恐怖政治は他の多くの部族の反感を買い、やがて、周や微など東西南北の８つの従属国家が密かに連絡を取り合い、連携し、やがて紂王が東夷の征伐に乗り出した隙をついて、反乱、牧野の戦いで殷軍を撃破し、王朝は滅亡した。

### 滅亡後

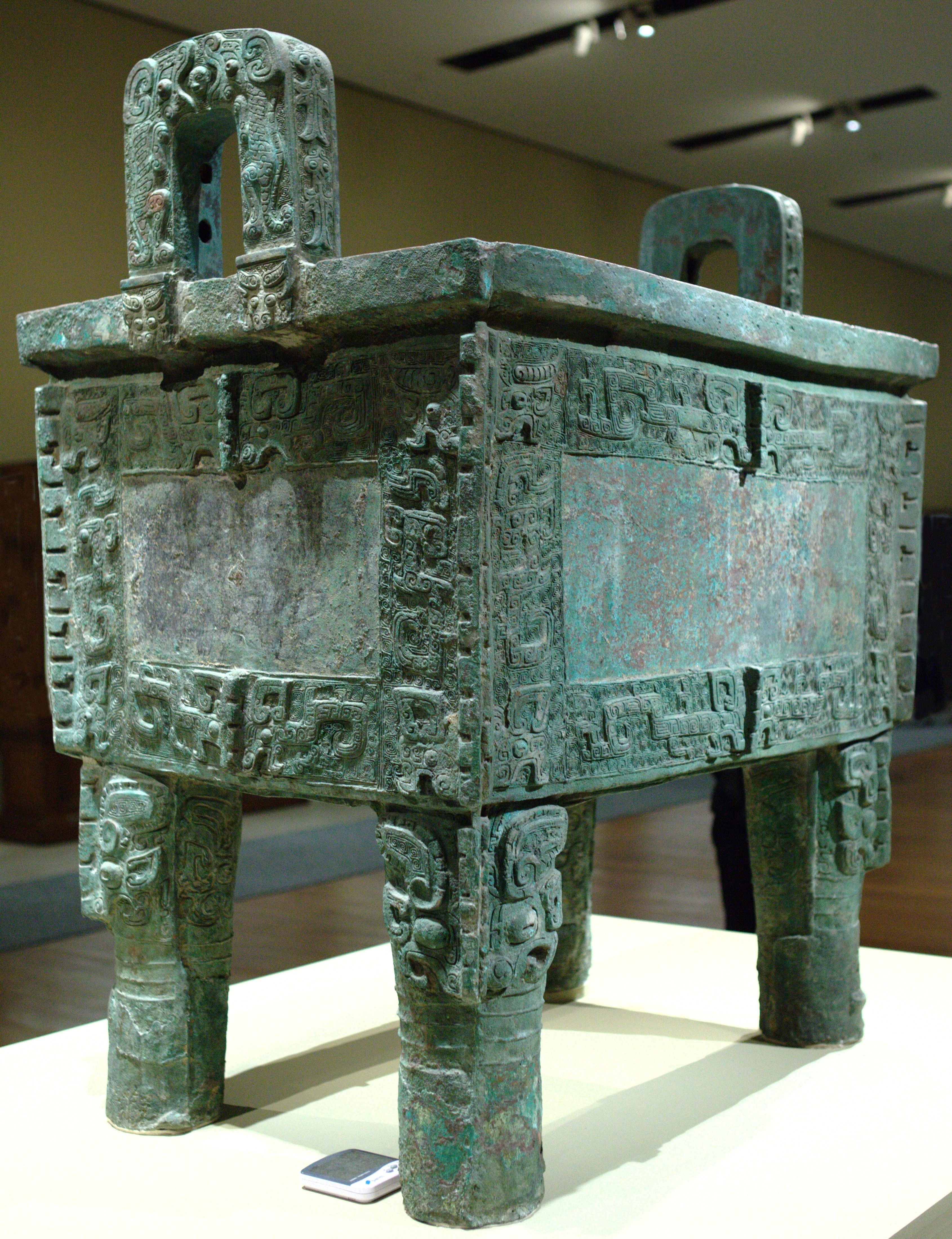
殷王朝で作られた后母戊鼎はこれまでに中国で見つかった青銅器のうち最も重い物である。

紂王の子である武庚は、周の武王に殷の故地に封じられた。武王の死後、武庚は、武王の兄弟の管叔鮮・蔡叔度・霍叔処と共に反乱を起こした（三監の乱）が失敗し、叔度以外誅殺された。（叔度は追放されたがその子が継いだ。）その後、武庚（禄父）の伯父の微子啓（紂王の兄）が宋に封じられ、殷の祭祀を続けた。微子啓には嫡子が無かったため、同じく紂王の兄の微仲衍が宋公を継ぐ。異説もあるが、その微仲衍の子孫が孔子とされ、その後の孔子の家系は世界最長の家系として現在まで続いている。
紂王の叔父箕子は朝鮮に渡り箕子朝鮮を建国したと中華人民共和国では主張されているが、中国人によって朝鮮が建国されたことになってしまうため、韓国側は檀君朝鮮こそ初の王朝であり箕子朝鮮は単なる後世の創作であると主張している。
商人という言葉は、商（殷）人が国の滅亡した後の生業として、各地を渡り歩き、物を売っていたことに由来するとされる。そこから転じて、店舗を持たずに各地を渡り歩いて物を売っていた人を「あれは商の人間だ」と呼んだことから「商人」という言葉が生まれたというものである。ただし、白川静は「商に商業・商賈の意があるのは、亡殷の余裔が国亡んでのち行商に従ったからであるとする説もあるが、商には賞の意があり、代償・償贖（とく）のために賞が行なわれるようになり、のちにそのことが形式化して、商行為を意味するものとなったものと思われる」と否定している。

### 滅亡に対する周の認識
殷の滅亡の理由について、周の康王の時代に造られた「大盂鼎」の銘文には、「私（王）が聞いたところによると、殷が天命を失ったのは、殷の諸侯と殷の百官がみな酒に耽り、軍隊を失ったからである。」とあるため、この頃から「殷は酒によって滅びた」という伝承が形成されていたことがわかる。

### 滅亡年について
周が殷を滅ぼしたのは具体的に何年の出来事かを推定する作業が進められている。中国の夏商周年表プロジェクトはこの出来事を紀元前1046年であるとした。
古い説では『竹書紀年』に武王から幽王（西周最後の王）まで257年という記述があり、幽王が死んだのが紀元前771年のことなので殷が亡んだのは紀元前1027年の出来事となる。また『漢書』には周は867年続いたという記述があり、これからは紀元前1123年の出来事となる。
それ以外にも多数の説があり、殷滅亡を一番古い時代に置くのは紀元前1127年、最も新しい時代では紀元前1018年となっている。

## 歴代王

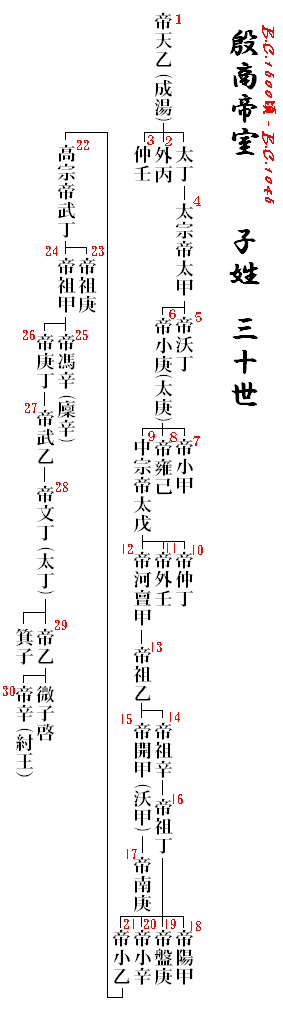
殷商王室系図

1. 契（始祖）
2. 昭明 - 契の子
3. 相土 - 昭明の子
4. 昌若 - 相土の子
5. 曹圉 - 昌若の子
6. 冥 - 曹圉の子
7. 振 - 冥の子
8. 上甲微（微） - 振の子
9. 報乙（匚乙） - 上甲微の子
10. 報丙（匚丙） - 報乙の子
11. 報丁（匚丁） - 報丙の子
12. 主壬（示壬） - 報丁の子
13. 主癸（示癸） - 主壬の子
14. 天乙（湯） - 主癸の子（殷の開祖）

| 代数 | 諡号                     | 名   | 在位年                                      | 在位年数I(竹書紀年) | 在位年数II(史記・太平御覧) | 在位年数III(他)    |     |
| ---- | ------------------------ | ---- | ------------------------------------------- | ------------------- | -------------------------- | ------------------ | --- |
| 1    | 天乙 /大乙 /成湯（成唐） | 子履 | 前1558年？- 前1546年？                      | 12年                | 13年                       |                    |     |
| 2    | 外丙                     | 子勝 | 前1546年? - 前1544年?                       | 2年                 | 3年                        |                    |     |
| 3    | 仲壬                     | 子庸 | 前1544年? - 前1540年?                       | 4年                 | 4年                        | 4年                |     |
| 4    | 太宗太甲                 | 子至 | 前1540年? - 前1528年?                       | 12年                | 6年                        | 33年               |     |
|      | 伊尹                     |      |                                             | 7年                 | 3年                        |                    |     |
| 5    | 沃丁 /羌丁               | 子絢 | 前1528年? - 前1509年?                       | 19年                |                            | 29年               |     |
| 6    | 太庚                     | 子辯 | 前1509年? - 前1504年?                       | 5年                 | 25年                       | 25年               |     |
| 7    | 小甲                     | 子高 | 前1504年? - 前1487年?                       | 17年                | 17年                       | 36年 57年          |     |
| 8    | 中宗太戊                 | 子密 | 前1487年? - 前1413年?                       | 75年                | 75年                       | 15年               |     |
| 9    | 雍己                     | 子伷 | 前1412年? - 前1401年?                       | 12年                | 12年                       | 13年               |     |
| 10   | 中丁 /仲丁               | 子荘 | 前1400年? - 前1391年?                       | 9年                 | 11年                       | 13年               |     |
| 11   | 外壬                     | 子発 | 前1391年? - 前1381年?                       | 10年                | 5年                        | 15年               |     |
| 12   | 河亶甲 /戔甲             | 子整 | 前1381年? - 前1372年?                       | 9年                 | 9年                        | 9年                |     |
| 13   | 祖乙                     | 子滕 | 前1372年? - 前1353年?                       | 19年                | 19年                       | 19年               |     |
| 14   | 祖辛                     | 子旦 | 前1353年? - 前1339年?                       | 14年                | 16年                       | 16年               |     |
| 15   | 沃甲 /羌甲               | 子踰 | 前1339年? - 前1334年?                       | 5年                 | 25年                       | 20年               |     |
| 16   | 祖丁                     | 子新 | 前1334年? - 前1325年?                       | 9年                 | 32年                       | 32年               |     |
| 17   | 南庚                     | 子更 | 前1325年? - 前1319年?                       | 6年                 | 29年                       | 25年               |     |
| 18   | 陽甲 /彖甲               | 子和 | 前1319年? - 前1315年?                       | 4年                 | 17年                       | 7年                |     |
| 19   | 盤庚                     | 子旬 | 前1315年? - 前1287年?                       |                     | 28年                       |                    |     |
| 20   | 小辛                     | 子頌 | 前1287年? - 前1284年?                       | 3年                 | 21年                       |                    |     |
| 21   | 小乙                     | 子斂 | 前1284年? - 前1274年?                       | 10年                | 28年                       |                    |     |
| 22   | 高宗武丁                 | 子昭 | 前1274年? - 前1215年? 前1190年? - 前1132年? | 59年                | 59年                       | 59年               |     |
|      | * 祖己                   |      |                                             |                     |                            |                    |     |
| 23   | 祖庚                     | 子躍 | 前1215年? - 前1204年?                       | 11年                | 7年                        | 7年                | 7年 |
| 24   | 祖甲                     | 子載 | 前1204年? - 前1171年?                       | 33年                | 16年                       |                    |     |
| 25   | 廩辛                     | 子先 | 前1171年? - 前1167年?                       | 4年                 | 6年                        | 6年                | 6年 |
| 26   | 康丁                     | 子囂 | 前1167年? - 前1159年?                       | 8年                 | 31年                       | 6年 11年 21年 23年 |     |
| 27   | 武乙                     | 子瞿 | 前1159年? - 前1124年? 前1148年? - 前1113年? | 35年                |                            |                    |     |
| 28   | 太丁                     | 子托 | 前1124年? - 前1111年? 前1113年? - 前1102年? | 13年                | 3年                        |                    |     |
| 29   | 帝乙                     | 子羨 | 前1111年 ?- 前1102年? 前1102年? - 前1076年? | 9年                 | 37年                       | 16年               |     |
| 30   | 帝辛 /紂王               | 子受 | 前1102年? - 前1050年? 前1076年 - 前1046年?  | 52年                |                            | 16年               |     |

### 王権の性質と継承
殷の王位継承について、『史記』を著した司馬遷は、これを漢の時代の制度を当て嵌め（漢の時代になると、いくつかの氏族で君主権力を共有することなど考えられなかった）、親子相続および兄弟相続と解釈したが（右記図表）、後年の亀甲獣骨文字の解読から、基本は非世襲で、必ずしも実子相続が行われていたわけではなかったことが判明した。殷は氏族共同体の連合体であり、殷王室は少なくとも二つ以上の王族（氏族）からなっていたと現在では考えられている。

#### 王の名称
王の諡号は基本的に甲・乙・丙・丁・戊・己・庚・辛・壬・癸からなる十干のいずれかの頭尾に何らかの接辞が付与した形となっている。これらの諡号の意味については諸説あるが、接辞の「大」「中」「小」は同世代の兄弟間での序列を示し、「祖」「父」「帝」は世代を表しているとする見解が有力である。また「外」は非王族出身の親を持つ者を示す他、後期に多い「文」「武」「康」は後代の諡号制度の原型であるとされる。これら以外の「沃」や「盤」といった字は王の出身地や支配領地を表していると考えられている。

#### 氏族間継承
1960年代以降、歴代王の諡号の規則性に注目した張光直らは殷の系譜には「甲・乙」のどちらかを諡号に用いる王と「丁」を用いる王が世代をまたいで交互に出現する事を指摘し、殷の王族は「甲・乙・戊・己」と「丙・丁・壬・癸」の組み合わせで対になる大きな政治集団を構成しており、両勢力が交互に王を輩出したと考えた。また、以下のような決まりがあったとも推察されている。
- 氏族連合の内部でも有力な上位の氏族とそれに従属する下位の氏族の間で主従関係が形成されていた
  - 「戊」「己」は「甲・乙」に従属し、「壬」「癸」は「丙・丁」に従属していた。
  - 「庚」「辛」の二つの位置付けは中立ないしは不明瞭。他の八つよりも規則性が低いため。
- 一つの氏族から二代連続で王を選ぶ事はできない、
- 主従ないしは同盟関係にある氏族間での継承(甲族から戊族への継承など)は可能だが同世代の人間(系譜上の兄弟)に限られる。
- 次世代(系譜上の親子)への継承の際は必ずもう一方の政治集団に(「甲・乙‐戊・己」ならば「丙・丁‐壬・癸」のいずれかの氏族に)譲位される。

松丸道雄は張光直の説の問題点を指摘しつつ、歴代王の中で「甲」「乙」「丁」のいずれかを諡号に用いている王が最も多く、逆に王妃でこの三つの字を用いている者が極めて少ない事を踏まえ、殷の王室は原則として「甲」「乙」「丙」「丁」（「丙」は早い時期に消滅）の4つの有力氏族の間で、定期的に王を交替していたと推測している。
また、甲骨文から王妃(妣)の存在が確認されている王を直系、王妃の有無が不明瞭な王を傍系に区分した時、「乙」グループと「丁」グループの王11人はその全員が直系に位置づけられる一方、残りの王19人の中で直系と見なせる王は5人しかいない事から、「甲」を除いた「戊」「己」「庚」「辛」「壬」「癸」の6つの氏族は王妃や臨時の中継ぎの王を輩出する血族集団であったと見なしている。
上記と関連して、殷の王族は太陽の末裔と当時考えられており、『山海経』の伝える10個の太陽の神話（十日神話）は、殷王朝の10の王族（氏族）の王位交替制度を表し、羿（げい）により9個の太陽が射落される（射日神話）のは、一つの氏族に権力が集中し強大化したことを反映したものとする解釈もある。
ただし、上記の説では王族以外の諸侯や貴族は同族の父兄を祀る際に特定の干支を用いていなければならないが、落合淳史による新たな出土史料の分析からは貴族の祭祀でも対象となる父兄や祖先に異なる干支を用いている事が判明しているため、十干がそのまま出身氏族の名称と見なすことはできないという反論もある。

### 系譜の正確性
殷の実在した最初の王は湯王（天乙・大乙）とされるが、『史記』では微（上甲）以前に契（神話上の祖）、昭明、相土、昌若、曹圉、冥、振がいたとされる。しかし、この7名は殷後期の甲骨文字では祭祀の対象となっていない。加えて、7名に用いられる文字は甲骨文字に存在していないため、彼らやそれに付随する神話は周以降に創造されたと考えられる。
甲骨文においては、上甲が筆頭になっており、彼が殷代における「始祖」であったということになる。ただし、上甲、匚乙、匚丙、匚丁、示壬、示癸の6名も、十干の通りであるため、形式的に作られた神話であるとする説がある。特に、上甲から匚丁は、示壬以降とは異なり、甲骨文字に配偶者の祭祀に関する記録がないため、この4名はほぼ確実に神話であると言える。
また、『史記』で王とされる天乙の子で3代王の中壬や太甲の子の5代王・沃丁も、甲骨文に現れないため、後世の創作であるとする説がある。そして、後期の甲骨文に現れる9代・雍己、11代・卜壬、12代・戔甲は、初期の甲骨文に現れないため、殷後期に系譜に追加された王であるとする説がある。加えて、後世の甲骨文における2代・卜丙、7代・小甲も、他の王に比べて記述される例が少ないため、当初は祖先とされても王位についていなかったと考えられていたと思われる。したがって、殷において甲骨文字が使用され始めた当初から王として実在が確認できるのは、初代・大乙、大丁(史書では即位前に夭折)、4代・大甲、6代・大庚、8代・大戊、10代・中丁、13代・祖乙の7名かこれに卜丙と小甲を加えた9名である。
『史記』や『尚書』では、19代目の盤庚が現在の殷墟の地に遷都をし、国内の混乱を治めたとされているが、殷墟から出土した甲骨文には、22代目の武丁より前の王の時代のものが存在しないため、19・20・21代目の殷王は殷墟にはいなかったと考えられ、『史記』や『尚書』の記述は事実ではなかったこと、そして国内の混乱を治めたのは武丁であったことが明らかとなった。甲骨文では、上甲、成（大乙・湯王）、大丁、大甲、祖乙が「五示（5人の直系先祖）」とされ、祖乙以降の「直系先祖」が祭祀されていない。つまり、これ以降は系譜が成立しておらず、祖乙から武丁までが国内が混乱していたということになる。『史記』や『尚書』では、祖乙が名君であったとされるが、これは祖乙は殷初期の安定した時期の最後の王であり、各勢力が「祖乙の子孫であること」を正統性の根拠としていたからであると考えられる。
祖乙以降の系譜は祀られる王たちの組み合わせで推定される。武丁は14代・祖辛、16代・祖丁、21代・小乙の3名の祭祀を最も多く執り行っているため、これが祖乙から武丁までの直系であった可能性が高い。また、18代・象甲、19代・盤庚、20代・小辛の3名も同時に祭祀される例が多いため、分立した別系統の王たちであったと推測される。15代・沃甲と17代・南庚はそれぞれ王以外の貴族が主催する非王卜辞で祀られているため、先述の二系統に加えて少なくとも二つの勢力が存在したと考えられる。
『史記』や『尚書』では、湯王が「亳（二里岡遺跡）」に都を置いた後、中丁が「囂（隞）」、河亶甲が「相」、祖乙が「耿」に遷都したとする。しかし、内紛が始まったのは祖乙以降であり、また甲骨文に亳以外の地名が見られないため、遷都の話も後世に作られたと考えられる。
上甲は『国語』の中で「上甲微」とされ、殷の末裔とされる宋の初代王は「微子」、2代目王は「微仲」とされる。また、「微」は殷代の甲骨文において「殷王朝の支配下の土地またはその領主」を意味している。これらのことから、落合淳思は殷の系譜の成立について、
- 殷王朝の支配下にあった微は、周が殷を滅ぼした際に周に加担して、その後「殷の末裔」として認められた。
- 「殷の末裔」としての正統性を主張するため、自己の系譜を殷王朝に繋げた。『史記』で殷王朝の祖とされる契から上甲微の父・振は微の始祖神話であり、殷王朝の祖である上甲を振の子として系譜に繋げた。また、宋の初代王・微子が帝辛の庶兄とされた。
- 微子の孫が宋に領地を得てその君主になった。

という過程を考察している。

## 考古学研究

### 二里岡文化
鄭州市の二里岡文化（紀元前1600年頃 - 紀元前1400年頃）は、大規模な都城が発掘され、初期の商（殷）王朝（鄭州商城、建国者天乙の亳と推定）と同定するのが通説である。

### 偃師商城
偃師の尸郷溝で、商（殷）王朝初期（鄭州商城と同時期）の大規模な都城が見つかっている。これは二里頭遺跡から約6km東にある。

### 洹北商城
殷墟のすぐ北東（洹水北岸）に、殷中期の都城の遺跡が発見されている（花園荘村）。文字を刻まず占卜した獣骨が出土している。殷中期に至っても文字資料はほとんど全く出土していない。

### 殷墟
現在の安陽市の殷墟（大邑商）は紀元前1300年頃から殷滅亡までの後期の首都。洹水南岸にあり、洹北商城のすぐ南西。甲骨文字が小屯村で出土することが契機で発掘が始められ、その地区が宮殿および工房と考えられ、首都の存在が推定された。都城の遺跡は見つかっていない。洹水を挟んだ北側では22代王の武丁以降の王墓が発掘されている。甲骨文からもここに都を置いたのは武丁の代からと考えられるが、『竹書紀年』では19代王の盤庚によるとある。

### 甲骨文字
殷の考古学的研究は殷墟から出土する殷後期の甲骨文字（亀甲獣骨文字）（漢字の源）の発見により本格的に始まった。これにより、『史記』にいうところの殷の実在性が疑いのないものとなった。甲骨占卜では上甲 が始祖として扱われ、天乙（名は唐）が建国者として極めて重要に祀られている。
22代目の武丁より以前の殷の文字はほとんど出土がない。ただし、筆や木簡・竹簡を表す漢字が甲骨文字に確認できることから、文字が以前から用いられた可能性を認める説もある。

## 政治
殷社会の基本単位は邑（ゆう）と呼ばれる氏族ごとの集落で、数千の邑が数百の豪族や王族に従属していた。殷王は多くの氏族によって推戴された君主だったが、方国とよばれる地方勢力の征伐や外敵からの防衛による軍事活動によって次第に専制的な性格を帯びていった。また、宗教においても殷王は神界と人界を行き来できる最高位のシャーマンとされ、後期には周祭制度による大量の生贄を捧げる鬼神崇拝が発展した。この王権と神権によって殷王はみずからの地位を強固なものにし、残酷な刑罰を制定して統治の強化を図った。しかし祭祀のために戦争捕虜を生贄に捧げる慣習が、周辺諸氏族の恨みを買い、殷に対する反乱を招き、殷を滅亡に導いたとする説もある。現代の考古学調査では、これまでに発見された殷による生贄になった人の骨は計1万4000体にのぼる。

## 軍事
殷王朝の軍隊は氏族で構成され、殷王による徴集を受けると普段は農耕に従事していた氏族の構成員が武器をとり、出征する軍隊を編成した。この軍隊を指揮するのは各氏族の貴族だった。
強大な軍事力を誇った殷王朝は、度重なる戦争に勝利を収めるために、兵種・戦法・軍備などを発展させていった。その中で特筆すべきは、「三師戦法」という大量の戦車を活用した戦術である。殷王朝が歩兵中心の軍制から、戦車を中心とした軍制に変化するのは、殷の支配域が拡大して黄河中下流域や中原など、戦車を疾駆させるのに適した平原地帯が戦場になっていったからと考えられる。『呂氏春秋』によると殷の湯王が夏の桀王を討ったとき、「良車七十乗（輌）、必死（決死隊）六千人」があったといい、「令三百射」「到三百射」と記載された甲骨文があることから、一度に戦役に出撃した戦車は300輌にも達していたことが窺える。
戦車は歩兵と共同して戦いを行った。1輌の戦車には3人の兵が乗り、左側の兵士が弓を、右側の兵士が矛や戈を持ち、中央の兵士が御者となった。戦車部隊は5輌が最小単位で、戦車兵15人と付随する歩兵15人からなっていた。100輌の戦車と戦車兵と歩兵がそれぞれ300人、25輌の戦車と戦車兵と歩兵が75人というふうに、戦車が5の倍数で、戦車兵と歩兵は15の倍数で編成されていた。戦車の運用法では「三師戦法」が編み出され、これは軍隊を左・右・中の3つの部隊に分け、互いに連携して敵に対処するというものだった。
軍備については戦車戦に適した戈・矛・弓矢・木製の盾・刀などが使われた。その他でも殷王朝では戈と矛を合体させた戟が発明されている。戈や矛の材質は青銅製で、弓矢の鏃の材質は石器や骨器なども使われた。防具については戦車兵が立ったままの状態で戦車に乗っていたため標的にされやすく、そのため重装化が進んだ。殷代の鎧は皮革から、兜は青銅で作られている。また、敵の弓矢から身を守るために盾も戦車には用意されていた。